# Spicebird
Spicebird – program stworzony przez firmę Synovel Technologies. Spicebird jest to organizer zawierający Terminarz, klienta poczty elektronicznej, czytnik RSS oraz komunikator XMPP. Projekt jest Open Source.